# Ernst Leitner
Ernst Leitner, född 27 oktober 1912, var en friidrottare från Österrike. Han deltog vid olympiska sommarspelen 1936.